# Carol Lindsey
Carol "Coke" Lindsey, född 26 mars 1955 i Ashland i Wisconsin, är en amerikansk handbollsspelare som var med i det amerikanska laget som deltog i damernas turnering i handboll vid olympiska sommarspelen 1984. Lindsey spelade fem matcher och gjorde sex mål i turneringen.